# Catworth
Catworth – wieś w Anglii, w hrabstwie Cambridgeshire, w dystrykcie Huntingdonshire. Leży 39 km na zachód od miasta Cambridge i 94 km na północ od Londynu.